# Aleksandr Filimonow
Aleksandr Władimirowicz Filimonow, ros. Александр Владимирович Филимонов (ur. 15 października 1973 w Joszkar-Ole, Rosyjska FSRR) – rosyjski piłkarz (a także piłkarz plażowy) grający na pozycji bramkarza.

## Kariera klubowa
Rozpoczął treningi w akademii piłkarskiej Burewestnik z Joszkar-Oły. Potem kontynuował w SDJuSzOR Nistru Kiszyniów. Latem 1990 zadebiutował w dorosłym futbolu zostając bramkarzem Stali Czeboksary, klubu trzeciej ligi ZSRR. Zimą 1991 wrócił do Joszkar-Oły i przez cały rok bronił w tamtejszym trzecioligowym klubie o nazwie Drużba. Wystąpił w 38 spotkaniach i zdobył jednego gola, jedynego w swojej piłkarskiej karierze.
W 1992 roku po utworzeniu Rosyjskiej Premier Ligi Filimonow został zawodnikiem Fakiełu Woroneż. Stał się pierwszym bramkarzem klubu, jednak spadł z nim z Premier Ligi do Pierwszej Dywizji. W niej spędził kolejny rok, a w 1994 przeszedł do Tiekstilszcziku Kamyszyn z Premier Ligi. Grał tam w pierwszym składzie i wystąpił w rozgrywkach Pucharu UEFA. Zagrał w meczach z takimi drużynami jak FC Nantes i Békéscsaba EFC. W klubie z miasta Kamyszyn grał przez dwa lata i stał się jednym z czołowych rosyjskich bramkarzy.
W 1996 roku Filimonowowi skończył się kontrakt z Tiekstilszczikiem i odszedł do Spartaka Moskwa, który poszukiwał bramkarza po odejściu Stanisława Czerczesowa do Tirolu Innsbruck. Z początkiem sezonu pierwszym bramkarzem był Rusłan Nigmatullin, ale z czasem to Filimonow zajął jego miejsce w drużynie prowadzonej przez Gieorgija Jarcewa. W Spartaku bronił do 2001 roku, gdy stracił miejsce w składzie na rzecz Ukraińca Maksima Lewickiego. Za czasów gry w Spartaku sześciokrotnie z rzędu został mistrzem Rosji w latach 1996-2001.
Latem 2001 Aleksandr odszedł do ukraińskiego Dynama Kijów. Zastąpił w nim kontuzjowanego Ołeksandra Szowkowskiego. Rozegrał jednak tylko 10 spotkań w lidze zostając wicemistrzem kraju. Przegrał walkę o miejsce w składzie z Witalijem Rewą i odszedł do Urałanu Elista. Bronił w nim do 2003 roku i wtedy też spadł z klubem o klasę niżej. Odszedł wówczas do FK Moskwa. Do 2004 roku był pierwszym bramkarzem zespołu, ale potem był dopiero trzecim w hierarchii. W 2006 roku trafił na Cypr i sporadycznie bronił bramki Nea Salamis FC. W 2008 roku wrócił do Rosji i został piłkarzem Kubania Krasnodar z Pierwszej Dywizji. Od 2009 do 2010 roku grał w uzbeckim klubie Lokomotiv Taszkent. W latach 2012–2015 występował w Arsienale Tuła, a w latach 2015-2018 w FSK Dołgoprudnyj.
| Sezon   | Klub                    | Kraj       | Rozgrywki        | Mecze | Bramki |
| ------- | ----------------------- | ---------- | ---------------- | ----- | ------ |
| 1990    | Stal Czeboksary         | ZSRR       | 3. liga          | 2     | 0      |
| 1991    | Drużba Joszkar-Oła      | ZSRR       | 3. liga          | 38    | 1      |
| 1992    | Fakieł Woroneż          | Rosja      | Premier Liga     | 32    | 0      |
| 1993    | Fakieł Woroneż          | Rosja      | Pierwsza Dywizja | 39    | 0      |
| 1994    | Tiekstilszczik Kamyszyn | Rosja      | Premier Liga     | 29    | 0      |
| 1995    | Tiekstilszczik Kamyszyn | Rosja      | Premier Liga     | 31    | 0      |
| 1996    | Spartak Moskwa          | Rosja      | Premier Liga     | 33    | 0      |
| 1997    | Spartak Moskwa          | Rosja      | Premier Liga     | 46    | 0      |
| 1998    | Spartak Moskwa          | Rosja      | Premier Liga     | 46    | 0      |
| 1999    | Spartak Moskwa          | Rosja      | Premier Liga     | 39    | 0      |
| 2000    | Spartak Moskwa          | Rosja      | Premier Liga     | 34    | 0      |
| 2001    | Spartak Moskwa          | Rosja      | Premier Liga     | 13    | 0      |
| 2001/02 | Dynamo Kijów            | Ukraina    | Wyszcza Liha     | 4     | -1     |
| 2002    | Urałan Elista           | Rosja      | Premier Liga     | 24    | 0      |
| 2003    | Urałan Elista           | Rosja      | Premier Liga     | 17    | 0      |
| 2004    | FK Moskwa               | Rosja      | Premier Liga     | 32    | 0      |
| 2005    | FK Moskwa               | Rosja      | Premier Liga     | 0     | 0      |
| 2006    | FK Moskwa               | Rosja      | Premier Liga     | 1     | 0      |
| 2006/07 | Nea Salamis FC          | Cypr       | Division A       | 4     | 0      |
| 2007/08 | Nea Salamis FC          | Cypr       | Division A       | 8     | 0      |
| 2008    | Kubań Krasnodar         | Rosja      | Pierwsza Dywizja | 16    | 0      |
| 2009    | Lokomotiv Taszkent      | Uzbekistan | Oʻzbekiston PFL  | 25    | 0      |
| 2010    | Lokomotiv Taszkent      | Uzbekistan | Oʻzbekiston PFL  | 23    | 0      |
| 2012/13 | Arsienał Tuła           | Rosja      | Wtoroj diwizion  | 28    | 0      |
| 2013/14 | Arsienał Tuła           | Rosja      | Pierwyj diwizion | 30    | 0      |
| 2014/15 | Arsienał Tuła           | Rosja      | Priemjer-Liga    | 17    | 0      |
| 2015/16 | FSK Dołgoprudnyj        | Rosja      | Wtoroj diwizion  | 11    | 0      |
| 2016/17 | FSK Dołgoprudnyj        | Rosja      | Wtoroj diwizion  | 15    | 0      |
| 2017/18 | FSK Dołgoprudnyj        | Rosja      | Wtoroj diwizion  | 2     | 0      |

## Kariera reprezentacyjna
W reprezentacji Rosji Filimonow zadebiutował 25 marca 1998 w wygranym 1:0 towarzyskim meczu z Francją. Za czasów selekcjonerskich kadencji Borisa Ignatjewa i Anatolija Byszowca wystąpił tylko w 4 spotkaniach. Po przyjściu Olega Romancewa stał się podstawowym bramkarzem podczas eliminacji do Euro 2000. W 2002 roku Romancew powołał go do kadry na Mistrzostwa Świata 2002. Aleksandr był tam tylko rezerwowym dla Rusłana Nigmatullina i nie wystąpił w żadnym ze spotkań. Do 2002 roku rozegrał 16 spotkań w kadrze "Sbornej".

## Sukcesy i odznaczenia

### Sukcesy indywidualne
- członek Klubu 30 meczów na "0"